# ریچارد بلک مور (بازیکن فوتبال)
ریچارد بلک مور (انگلیسی: Richard Blackmore؛ زادهٔ ۱۸ اکتبر ۱۹۵۳) بازیکن فوتبال اهل بریتانیا است.
از باشگاه‌هایی که در آن بازی کرده‌است می‌توان به باشگاه فوتبال بریستول سیتی اشاره کرد.
وی همچنین در تیم ملی فوتبال League of Ireland XI بازی کرده‌است.